# Waterloo-Medaille (Großbritannien)

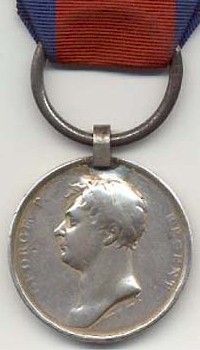

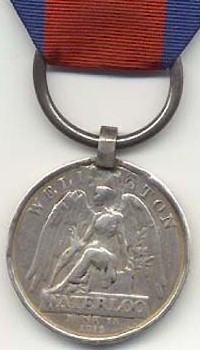

Die britische Waterloo-Medaille wurde vom Prinzregenten seitens und im Namen König Georgs an jeden Offizier, Unteroffizier und Soldaten der Britischen Armee, einschließlich der Angehörigen der King’s German Legion, verliehen, der an einer oder mehrerer der folgenden Schlachten teilgenommen hatte: Ligny (16. Juni 1815), Quatre-Bras (16. Juni 1815) und Waterloo (18. Juni 1815).

## Geschichte
Nach dem Sieg bei Waterloo beschloss das britische Unterhaus, eine Medaille zu prägen für alle, die an dem Feldzug teilgenommen hatten. Der Herzog von Wellington unterstützte dieses Vorhaben in einem Schreiben an den Herzog von York, indem er vorschlug, „that we should all have the same medal“, wie es bereits mit der Army Gold Medal Brauch sei.
Die Medaille wurde 1816–1817 an jeden der Soldaten ausgegeben, der an mindestens einer der drei Schlachten des bezeichneten Feldzugs teilgenommen hatte. Jedem Soldaten wurden außerdem zwei Jahre Dienstzeit extra auf den Senioritätsrang und die Pensionsansprüche angerechnet und seine Auszeichnung als „Waterloo Men“ bestätigt.
Es war die erste Medaille, die von der Britischen Regierung an alle Soldaten verliehen wurde, die an einem Feldzug teilgenommen hatten und auch dem nächsten Verwandten eines Gefallenen zugesprochen wurde. Zu jener Zeit waren solche Ehrungen noch nicht allgemein üblich und wurden daher von den Ausgezeichneten äußerst dankbar angenommen. Andererseits fühlten sich insbesondere die britischen Teilnehmer an den iberischen Kriegen zurückgesetzt gegenüber ihren Kameraden, die zum Teil „nur als Rekruten“ an dem Waterloo-Feldzug teilgenommen hatten. Denn Jene hatten lediglich eine allgemeine Dankesadresse des britischen Parlaments erfahren, was aber durchaus der britischen Tradition entsprach, wonach der Stolz der Britischen Armee sich nicht, wie auf dem Kontinent üblich, im Aushändigen von Medaillen und persönlichen Auszeichnungen für jeden Soldaten oder Regiment ausdrückte, sondern jeder einfach nur seine Pflicht im Militärdienst erfüllte. Die Medaille war jedoch so sehr zum Symbol der Bedeutung des Sieges geworden, wie es dann dem Wunsch entsprach, generell Feldzugsmedaillen an Soldaten auszugeben.         

## Ausgezeichnete
Von den rund 39.000 geprägten Medaillen wurden nicht alle verliehen. 6.000 gingen an Angehörige von Kavallerie-Einheiten, 4.000 an Garde-Truppen zu Fuß, 16.000 an Linien-Truppen der Infanterie, 5.000 an Artillerie-Einheiten und 6.500 an die Angehörigen der King’s German Legion. Mit den Soldaten der Stäbe, der Pionier- und Minentruppen sowie von acht Nachschub-Kompanien wurden insgesamt etwa 38.500 Mann ausgezeichnet.

## Beschreibung
Die Medaille ist 37 Millimeter (1,5 Inches) im Durchmesser, mit einem Gewicht von 31,6 Gramm und aus feinstem Silber geprägt. Der Entwurf stammt von Thomas Wyon jun., dem damaligen Chef-Designer der Königlichen Münzanstalt, dessen Name auf beiden Seiten angegeben ist. Auf der Vorderseite befindet sich das linksgerichtete Porträt des Prinzregenten und die Inschrift „GEORGE P. REGENT“. Auf der Rückseite ist die auf einem rechteckigen Sockel thronende Siegesgöttin Viktoria dargestellt, oben darüber die Worte WELLINGTON und darunter WATERLOO sowie das Datum JUNE 18 1815.  Das Design der Medaille ist einer antiken Münze aus Elis entlehnt, die heute im British Museum ausgestellt ist.
Die Medaille ist an einem eisernen Ring befestigt, durch den das Ordensband hindurchgeführt ist. Das Ordensband aus Seidenrips ist 37 Millimeter (1,5 Inches) breit und purpurrot mit dunkelblauen Seitenstreifen von je 7 Millimeter (0,28 Inches) Breite. Das gleiche Band wurde auch für die Army Gold Medal verwendet. Eine Ordensspange wurde nicht ausgegeben.
Die Waterloo-Medaille ist die erste Medaille, auf der am Rand der Rang, der Name und das Regiment des Ausgezeichneten eingraviert wurden, wobei Leerzeichen durch sternförmige Stempel ausgefüllt waren.
Das Design der Medaille, insbesondere deren Größe, das Metall und die Beschriftung mit dem Namen, diente als Vorbild für viele weitere britische Feldzugsmedaillen.